# Kyatagondanahalli, Challakere
Kyatagondanahalli là một làng thuộc tehsil Challakere, huyện Chitradurga, bang Karnataka, Ấn Độ.